# Boryspil'
Boryspil' (in ucraino Бориспіль?) è una città ucraina (64 117 abitanti) nel distretto di Boryspil', nell'oblast' di Kiev. Ospita l'amministrazione del distretto di Boryspil' e della comunità territoriale di Boryspil' una delle comunità territoriali dell'Ucraina.
Fino al 18 luglio 2020 Boryspil' costituiva una città di rilevanza regionale e fungeva da centro amministrativo del distretto di Boryspil', sebbene non appartenesse al distretto. Come parte della riforma amministrativa dell'Ucraina, che ha ridotto a sette il numero di distretti dell'oblast' di Kiev la città è stata integrata nel distretto di Boryspil'.

## Storia
L'insediamento è noto dal 1154 almeno, e conosciuto con questo nome dal 1590, ma solo dal 1956 ha ricevuto lo status di città.
È stata a lungo sotto la dominazione polacca. Durante la guerra russo-polacca fra il 1654 e il 1667 Boryspil' venne distrutta più volte, ma al termine di essa divenne territorio russo. Nel 1802 divenne il centro dell'oblast' di Poltava e alla fine del XIX secolo contava circa 5 000 abitanti.
Durante la guerra civile russa cambiò dominazione più volte fino a che entrò a far parte definitivamente dell'Unione Sovietica come territorio dell'oblast' di Kiev. 
A Boryspil' si combatté un'importante battaglia della Guerra sovietico-polacca nel 1920, nota come la Battaglia di Boryspil'.
Dal 1923 è centro amministrativo dell'omonimo raion. 
La città e la zona vennero duramente colpite dal Holodomor del 1932-1933 in cui morirono circ a 6 000 persone, esclusa la città di Kiev.
Durante la Seconda guerra mondiale le truppe tedesche presero la città il 23 settembre 1941, ma a seguito della reazione dell'Esercito sovietico venne liberata il 23 settembre 1943.
Nel 1965 venne aperto l'aeroporto internazionale.

## Popolazione
A metà del XVII secolo Boryspil' era un paesino di appena 370 persone. Alla fine del XIX secolo contava più di 5 000 persone mentre oggi i suoi abitanti sono circa 55 000.

## Economia
Qui ha sede il maggiore aeroporto dell'Ucraina, l'Aeroporto Internazionale di Boryspil (IATA:KBP, ICAO:UKBB) che alimenta un cospicuo indotto locale, e alcune industrie minori. L'aeroporto ha un traffico di circa 8 milioni di passeggeri l'anno ed è uno dei maggiori dell'Europa dell'Est.